# Bangula
Bangula ist eine Kleinstadt im südafrikanischen Staat Malawi mit schätzungsweise 5000 Einwohnern, die am Südende der Elephant Marsh liegt, einer 80 km langen und bis zu 30 km breiten, fruchtbaren und dicht besiedelten Aue des Shire-Flusses. Kaum drei Kilometer östlich liegt Chiromo, mit dem Bangula zusammenwächst.
Bangula ist neben Chikwawa am Nordende der Marsch das zweite Wirtschaftszentrum dieses Gebiets. Eine Eisenbahn- und Straßenbrücke führt in Bangula über den Shire-Fluss. Dort steht eine Maismühle. Neben den Gleisen wurde bis zur Zerstörung der Bahnstrecke im mosambikanischen Bürgerkrieg Zucker aus den Plantagen in der Marsch zum Exporthafen Beira in Mosambik umgeschlagen, aber auch Importgüter wie Kunstdünger oder indische Fahrräder. Es gibt die Kalemba Health Clinic und eine Hauptschule. Die Einwohner leben vor allem am Fuße des Thyolo, also den etwas höher gelegenen Rändern der Marsch. Bangula hat eine 1000 m lange Flugpiste. Von hier führen teilweise einspurige Asphaltstraßen nach Chikwawa und Nsanje sowie ein befestigter Erdweg über Thekarani und Thyolo nach Blantyre, der über den Kamm zum Shire-Hochland führt.